# 奥田啓介
奥田 啓介（おくだ けいすけ、1991年6月5日 - ）は、三重県津市出身日本の男性プロレスラー。アントニオ猪木率いるIGFのリングでプロデビュー。叔父にウルティモ・ドラゴンがいる。血液型O型。

## 来歴

### 学生時代
小学2年生のときにはじめてプロレスを観戦し、強いプロレスラーに憧れを抱き寛水流空手を始める。中学からレスリングを始め、朝明高校在学時にIGFが定アキラのデビュー戦相手を募集していたことから応募。当初は相手にされなかったが、一週間電話をかけ続け、担当者を折れさせ、そのまま定アキラを相手に2009年11月3日、IGF「GENOME10」（東京・JCBホール）でプロデビュー。デビュー戦は10分、時間切れ引き分け。
卒業後、拓殖大学に進むとレスリング部監督であった須藤元気の薦めからプロ活動を自粛。全日本学生選手権グレコローマン84kg級で準優勝、2012年世界大学選手権で9位の結果を残す。大学4年となった2013年の大晦日、IGF「INOKI BOM-BA-YE 2013」のマイク・ジョー戦で再度プロデビュー。大学卒業後は薬品会社に就職するが、わずか1か月で退職。再びプロレスラーの道を歩み始めた。

### プロレス専業へ
2014年4月26日、DDT主催のハードヒットに参戦し、大日本プロレスの神谷ヒデヨシと対戦。この時に所属表記がフリーランスとなる（IGFには継続参戦）。
8月には柳京・鄭周永体育館にて行われたIGF北朝鮮興行に参加。
2015年5月から約4週間、メキシコに遠征。ウルティモ・ドラゴン主催の「ドラゴマニア10周年大会」（アレナ・メヒコ）にも出場した。
2015年11月7日、神奈川・横浜ラジアントホールでのハードヒットに参戦。佐藤光留に敗れた。
11月16日、VKFプロレス新木場大会に乱入参戦。花鳥風月の松本崇寿に因縁を吹きかけた。12月14日大会でのシングルマッチが一度は発表されたが、6人タッグに変更となる。
12月31日のINOKI BOM-BA-YE 2015で総合格闘技デビュー。3月6日、総合第2戦を新宿フェイス・Fighting NEXUS vol.5にて行う。
2016年5月に全日本プロレスに初参戦。7月2日、名古屋で行われる川村亮デビュー10周年記念興行「川村SOUL」において、中島洋平&青柳優馬組と対戦（奥田のパートナーは石田慎也）。
10月2日、金村キンタロー＆黒田哲広組の保持するWEWタッグ選手権に橋本友彦と挑戦し勝利、初戴冠。

### IGF所属～DDT所属〜DRAGON GATEへ
2017年に入るとIGF所属を明言。2月16日、ラウェイ・イン・ジャパン2に参戦し、ジャン・コーにレフェリーストップ負け。
5月21日、中井光義と共にプロレスリングZERO1の後楽園大会に乱入し、ZERO1への参戦を表明。殴り込みの理由として「あんな老人ばっかりのプロレス見てても客は飽きちゃうし。それならオレたちのケンカ見た方が面白いだろ?オレたちが面白くしてやるんだよ」と参戦するZERO1をこき下ろす発言を行った。22日の後楽園大会で中井が対戦するクリス・オンドーフについても「大体誰なんだよ。ユドーフだかオンドーフだかなんだか知らねーけど」と言いたい放題であった。その22日の試合ではオンドーフをつかまえる展開が続き、最後はPKで沈めて3カウントを奪い、高岩竜一とオンドーフのコンビを破ってZERO1初白星。試合後もダウンしたオンドーフを足蹴にするなど2人はやりたい放題で、奥田は「おい、なんだこれ、加齢臭がすんだよ、この会場は。ハゲたやつばっかりじゃねえか!大谷連れてこい、大谷!」などとNGワードを連発。
7月31日の後楽園大会では鈴木秀樹をパートナーにするも、大谷晋二郎と高岩のタッグに玉砕。この試合後に高岩が奥田に肩を貸して退場しタッグ結成の意思を表示。高岩は、自身がフリーであったころIGFの道場で練習していた奥田が「小せえいかつい野郎がいるな!」と印象に残ったようであり、NEWが凍結したため何か手を差し伸べたくなって奥田と一緒にやろうと言ったという。8月31日後楽園ホールで開催された『ZERO1 ドリームシリーズ 真夏の後楽園決戦!』にて王者、日高郁人、菅原拓也組と対戦。高岩がダイビングエルボーでカウント2まで菅原を攻め立て、奥田がジャーマンスープレックスで日高から2カウントを取るなど途中まで攻勢であり、その後、エルボー合戦、張り手の打ち合いになったが、10分が経過し、高岩が菅原のトペ・スイシーダを受け、場外で菅原につかまる。リング上では、奥田が日高に張り手の連打で追い詰めるが、12分19秒、野良犬ハイキックをくらい3カウント。ベルト奪取には至らなかった。
2018年9月17日、舞浜アンフィシアターで行われた巌流島主催「全日本武術選手権 2018 in MAIHAMA」において空道、修斗選手などを含むトーナメントをプロレス代表として勝ち抜き優勝。「優勝したのは当たり前。最初から分かっていたことだ。プロレスラーは何でも出来る、一番強い、それを証明しただけ」のコメントを残した。
9月23日、かねてからDDTプロレスリングの下部組織のDNAにおいて吉村直己と「ナオミキングダム」を結成して暴れていたことからオファーを受け、DDTに正式に所属した事を後楽園ホール大会の前説にて発表。
2019年4月30日をもってDDTを退団した。
5月よりフリーとしてDRAGON GATEにレギュラー参戦。
2020年11月3日、エディオンアリーナ大阪大会で石田凱士を破り、オープン・ザ・ブレイブゲート王座を戴冠。

## 戦績

### プロ総合格闘技
| 総合格闘技 戦績 | 総合格闘技 戦績 | 総合格闘技 戦績 | 総合格闘技 戦績 | 総合格闘技 戦績 | 総合格闘技 戦績 | 総合格闘技 戦績 |
| --------------- | --------------- | --------------- | --------------- | --------------- | --------------- | --------------- |
| 5 試合          | (T)KO           | 一本            | 判定            | その他          | 引き分け        | 無効試合        |
| 0 勝            | 0               | 0               | 0               | 0               | 0               | 0               |
| 5 敗            | 3               | 1               | 0               | 1               | 0               | 0               |

熊上蓮太
| 勝敗 | 対戦相手             | 試合結果                         | 大会名               | 開催年月日     |
| ×    | 久保優太             | 1R 4:43 TKO（グラウンドパンチ）  | RIZIN LANDMARK 4     | 2022年11月6日  |
| ×    | グラント・ボグダノフ | 1R 1:07 リアネイキッドチョーク   | RIZIN TRIGGER 1st    | 2021年11月28日 |
| ×    | 鈴木博昭             | 1R 1:42 TKO（左膝蹴り→パウンド） | RIZIN LANDMARK vol.1 | 2021年10月2日  |
| ×    | 鋼入りの戸田         | 1R 反則負け                      | Fighting NEXUS vol.5 | 2016年3月6日   |
| ×    | 山本勇気             | 1R 0:26 KO（膝蹴り→パウンド）    | INOKI BOM-BA-YE 2015 | 2015年12月31日 |

### シュートボクシング
| キックボクシング 戦績 | キックボクシング 戦績 | キックボクシング 戦績 | キックボクシング 戦績 | キックボクシング 戦績 | キックボクシング 戦績 | キックボクシング 戦績 |
| --------------------- | --------------------- | --------------------- | --------------------- | --------------------- | --------------------- | --------------------- |
| 3 試合                | (T)KO                 | 判定                  | その他                | 引き分け              | 無効試合              |                       |
| 0 勝                  | 0                     | 0                     | 0                     | 1                     | 0                     |                       |
| 2 敗                  | 2                     | 0                     | 0                     | 1                     | 0                     |                       |

| 勝敗 | 対戦相手                                 | 試合結果                                    | 大会名                  | 開催年月日    |
| △    | 伊藤要                                   | 2R 2:12 負傷判定1-1                         | SHOOT BOXING 2024 act.4 | 2024年8月17日 |
| ×    | 銀・グラップリングシュートボクサーズジム | 2R 1:41 TKO（カットによるドクターストップ） | SHOOT BOXING 2023 act.3 | 2023年6月25日 |
| ×    | 坂本優起                                 | 2R 1:39 スタンディングギロチンチョーク      | SHOOT BOXING 2018 act.4 | 2018年9月15日 |

### 異種格闘技
| 勝敗 | 対戦相手 | 試合結果                      | 大会名                                          | 開催年月日    |
| ○    | 西浦聡生 | 1R 2:06 合わせ一本（転落3回） | 巌流島 全日本武術選手権 in MAIHAMA 【決勝戦】   | 2018年9月17日 |
| ○    | 原翔太   | 1R 2:19 合わせ一本（転落3回） | 巌流島 全日本武術選手権 in MAIHAMA 【準決勝】   | 2018年9月17日 |
| ○    | 渡部秀一 | 1R 1:16 合わせ一本（転落3回） | 巌流島 全日本武術選手権 in MAIHAMA 【準々決勝】 | 2018年9月17日 |
| ○    | 左禅丸   | 1R 1:06 合わせ一本（転落3回） | 巌流島 全日本武術選手権 in MAIHAMA 【1回戦】    | 2018年9月17日 |

## タイトル歴
DRAGON GATE
- オープン・ザ・ブレイブゲート王座（第39代）

アパッチプロレス軍
- WEWタッグ王座 （第24代）（パートナーは橋本友彦）

巌流島
- 第1回全日本武術選手権大会 優勝

## 得意技
空手をバックボーンとした各種打撃を得意とする。子供の頃に好きだったと語る村上和成のように闘志をむき出しにしてキックや踏みつけなどを繰り出す荒々しいファイトスタイルが特徴。プロレスのリングではオープンフィンガーグローブを着用する。

### フィニッシュ・ホールド
デンジャーゾーン
雪崩式で繰り出す飛びつき式の三角絞め。
コーナー最上段に座らせた相手に対し、左腕を捕らえた状態でフランケンシュタイナーのように両足で飛びつき、そのまま後方回転しながら相手をマットに叩きつけて三角絞めに移行する技。
消灯
ファイヤーマンズキャリーの体勢で相手を抱え上げ、前方に落としたところへ膝蹴りを見舞う技。KENTAのgo 2 sleepと同型。
スリーパー・ホールド
通常、胴締め式の2種類を使用。

### 打撃技
ナックルパンチ
ボディーブロー
張り手
ハイキック
Good night

### 投げ技
ジャーマン・スープレックス
フィッシャーマンズスープレックス
牛殺し
土佐巻